# Mohamed Morabet
Mohamed Morabet (* 31. Januar 1998 in Frankfurt am Main) ist ein deutsch-marokkanischer Fußballspieler.

## Karriere
Er entstammt der Jugend des FSV Frankfurt. Dort kam er auch zu seinem ersten Profieinsatz in der 3. Liga, als er am 19. Spieltag der Saison 2016/17 beim 3:1-Heimsieg gegen den SV Wehen Wiesbaden in der 78. Spielminute für Fabian Graudenz eingewechselt wurde. Nach dem Abstieg seines Vereins wechselte er im Sommer 2017 in die zweite Mannschaft des 1. FC Kaiserslautern in die Oberliga Rheinland-Pfalz/Saar. In der Oberliga-Saison 2017/18 traf Morabet in 30 Spielen 6-mal, 2018/19 in 34 Partien 12-mal. Am 3. Oktober 2018 debütierte Morabet in der ersten Mannschaft des 1. FC Kaiserslautern. Beim 7:0-Auswärtssieg im Südwestpokal gegen den SC Idar-Oberstein wurde er eingewechselt und traf zum 6:0. Im FCK-Drittliga-Spieltagskader stand er erstmals am 13. April 2019, er blieb jedoch ohne Einsatz. Im Mai 2019 unterzeichnete Morabet beim 1. FC Kaiserslautern einen neuen Vertrag, der bis 2022 gilt und ihn 2020 zum Profi macht. Am 23. Juni 2020 berief ihn FCK-Trainer Boris Schommers erstmals bei einem Drittligaspiel in die Startelf, worauf ihm in der Auswärtspartie bei Hansa Rostock auch gleich sein erster Treffer zur 1:0-Führung gelang. Am Ende stand ein 1:1-Unentschieden. Im darauf folgenden Drittliga-Heimspiel gegen Viktoria Köln erzielte er als Joker den 3:0-Siegtreffer in der 90. Minute. Um mehr Spielpraxis zu erhalten, wurde der Mittelfeldspieler Ende Januar 2021 für den Rest der Saison an den Regionalligisten VfR Aalen ausgeliehen. Doch auch nach seiner Rückkehr kam er nur noch in der Reservemannschaft zum Einsatz und sein Vertrag wurde im Sommer 2022 nicht mehr verlängert. Nach kurzer Vereinslosigkeit verpflichtete ihn dann am 26. Oktober der luxemburgische Erstligist Swift Hesperingen. Hier bestritt Morabet im ersten Jahr wegen einer lang andauernden Schulterverletzung nur eine Ligapartie, doch mit dieser war er Ende der Saison 2022/23 Teil der Meistermannschaft. Im Sommer 2024 verließ Morabet den Verein mit unbekanntem Ziel.

## Erfolge
- Südwestpokalsieger: 2019, 2020
- Luxemburgischer Meister: 2023